# Lucio Cornelio Scipione Asiatico
Lucio Cornelio Scipione Asiatico (Roma, 238 a.C. – post 184 a.C.) è stato un politico e generale romano.
Fratello di Publio Cornelio Scipione, del quale fu legato in Spagna nel 207 a.C. - 206 a.C., Sicilia (205 a.C.) e Africa (204 a.C. - 202 a.C.), fu pretore nel 193 a.C. e console nel 190 a.C.

## Biografia
La sua carriera politica fu offuscata dall'ombra di Publio, il fratello più famoso. Servì sotto suo fratello in Spagna durante la Seconda Guerra Punica. Nel 206 a.C., fu inviato a Roma per riferire al Senato la notizia della decisiva vittoria ottenuta dai romani a Ilipa. Questore nel 197 a.C., fu eletto edile curule nel 195 a.C. e pretore della provincia di Sicilia nel 193 a.C. grazie all'intervento del fratello. Candidato al consolato nel 191 a.C., fu sconfitto da suo cugino Publio Cornelio Scipione Nasica.

## Console
Lucio Cornelio Scipione fu eletto console nel 190 a.C. avendo come collega l'ex braccio destro di suo fratello Gaio Lelio. Secondo William Smith, il Senato non aveva molta fiducia nelle sue capacità (Cic. Fil. XI. 17), e fu solo dopo la proposta di suo fratello di accompagnarlo come legato che ottenne la provincia di Grecia e la direzione della guerra contro Antioco III di Siria. Lucio fu scelto al posto del suo collega nel consolato Gaio Lelio, che non era un uomo ricco e sperava di fare la fortuna della sua famiglia in Oriente.
Si impose sul fratello rifiutando la pace negoziata da quest'ultimo con la Lega etolica. Publio insistette sul fatto che, come comandante supremo dell'esercito romano a Magnesia, Lucio doveva essere considerato il vincitore di Antioco. Al suo ritorno a Roma, celebrò un trionfo (189 a.C.) e fu insignito del titolo di "Asiaticus" per indicare la sua conquista dell'Asia minore.

## Fine politica
Nel 187 a.C. Lucio fu accusato di essersi appropriato di una parte dell'indennità di guerra versata da Antioco di Siria. Publio, allora Princeps Senatus, si indignò a tal punto da distruggere i resoconti finanziari della campagna mentre parlava al Senato, con gesto di sfida.
Nel 184 a.C. Lucio evitò la prigione solo grazie al veto del tribuno della plebe Tiberio Gracco, ma fu costretto a vendere le sue proprietà e a pagare allo Stato una somma forfettaria. Gli storici romani riferiscono che Lucio rifiutò di accettare regali o prestiti dai suoi amici per pagare la multa.
Candidato alla censura nel 184 a.C., fu sconfitto dal grande nemico della sua famiglia, Marco Porcio Catone, che lo privò del suo cavallo pubblico.
Le monete di Lucio Cornelio Scipione sono le uniche della sua famiglia a essere sopravvissute.